# Středobosenský kanton
Středobosenský kanton (Srednjobosanski kanton/Средњобосански кантон) je jeden z deseti kantonů Federace Bosny a Hercegoviny v Bosně a Hercegovině. Leží přesně uprostřed země, západně od Sarajeva a jeho hlavním městem je Travnik.

## Charakter kantonu
Naprostou většinu obyvatelstva zde tvoří Muslimové, v menší míře také Chorvati. Území regionu je hornaté, a tedy nevhodné pro zemědělství; obělávaná půda se nachází pouze v údolí řek (nejvýznamnější z nich je horní tok Vrbasu). Železniční spojení chybí, silniční síť je řídká a velká část silnic nemá pevný povrch. Hlavní silniční tah vede z Banja Luky přes Jajce a Donji Vakuf do Travniku a dále do Sarajeva. Největším pohořím je Vlašić, ležící na sever od Travniku.

## Důležitá města
- Travnik (hlavní)
- Bugojno
- Jajce
- Vitez
- Fojnica
- Kiseljak
- Kreševo
- Gornji Vakuf
- Donji Vakuf

## Obyvatelstvo
Z deseti kantonů, které tvoří Federaci Bosny a Hercegoviny, je Středobosenský a Hercegovsko-neretvanský kanton jediný, v nichž Bosňáci ani Chorvati netvoří absolutní většinu. Existují tedy zvláštní legislativní postupy na ochranu jednotlivých etnických skupin. Bosňáci tvoří většinu v obcích Bugojno, Jajce, Donji Vakuf, Fojnica, Gornji Vakuf-Uskoplje, Novi Travnik a Travnik. Chorvati tvoří většinu v obcích Busovača, Dobretići, Kreševo, Kiseljak a Vitez.

### Sčítání 2013
| Opčina                | Národnost | Národnost | Národnost | Národnost | Národnost | Národnost | Celkem  |
| Opčina                | Bosňáci   | %         | Chorvati  | %         | Srbové    | %         | Celkem  |
| --------------------- | --------- | --------- | --------- | --------- | --------- | --------- | ------- |
| Bugojno               | 24 650    | 78,32     | 5 767     | 18,32     | 376       | 1,19      | 31 470  |
| Busovača              | 8 681     | 48,47     | 8 873     | 49,54     | 205       | 1,14      | 17 910  |
| Dobretići             | 0         | 0         | 1 626     | 99,81     | 1         | 0,06      | 1 629   |
| Donji Vakuf           | 13 376    | 95,64     | 58        | 4,18      | 107       | 0,76      | 13 985  |
| Fojnica               | 7 592     | 61,44     | 3 664     | 29,65     | 48        | 0,38      | 12 356  |
| Gornji Vakuf-Uskoplje | 12,004    | 57,34     | 8,660     | 41,37     | 30        | 0,14      | 20 933  |
| Jajce                 | 13 269    | 48,67     | 12 555    | 46,05     | 501       | 1,83      | 27 258  |
| Kiseljak              | 7 838     | 37,82     | 11 823    | 57,05     | 409       | 1,97      | 20 722  |
| Kreševo               | 1 014     | 19,23     | 4 149     | 78,68     | 26        | 0,49      | 5 273   |
| Novi Travnik          | 12 067    | 50,63     | 11 002    | 46,16     | 367       | 1,53      | 23 832  |
| Travnik               | 35 648    | 66,65     | 15 102    | 28,23     | 640       | 1,19      | 53 482  |
| Vitez                 | 10 513    | 40,69     | 14 350    | 55,54     | 333       | 1,28      | 25 836  |
| Kanton                | 146 662   | 57,58     | 97 629    | 38,33     | 3 043     | 1,19      | 254 686 |

Text.